# Стратинський замок
Стратинський замок — укріплення, збудоване у Стратині у XVI столітті родиною Балабанів гербу Корчак.

## Будівничі
За легендами родина Балабанів походила з Албанії. З цього роду походило багато видатних людей для Речі Посполитої. Спочатку Балабани жили на Волині, потім переїхали на Поділля та Брацлавщину. Замком володіли: Василь Балабан, брат єпископа Гедеона Балабана; пізніше син Василя, Олександр Балабан (1580—1637), староста вінницький, рогатинський та теребовлянський, одружений з Варварою Сутковською, брав участь у битві під Цецорою у 1620 році.

## Історія
Замок існував до другої половини XVIII століття. На початку XX століття землевласником маєтку Стратин був граф Михайло Красицький. Залишки замку у вигляді двох веж з товстими стінами з стрілами та земляними валами збереглися до 1939 року. Низькі вежі, збудовані на квадратному плані, напівкруглі з одного боку, були увінчані високим конусоподібним дахом. З матеріалів, отриманих після знесення замку, було збудовано панський будинок. Будівлю звела в стилі класицизму родина Бекерських або Юзеф Бєльський.